# Schauinsland-Reisen-Arena
La Schauinsland-Reisen-Arena (prima conosciuta come MSV-Arena) è uno stadio calcistico che si trova a Duisburg, in Germania, che ha una capienza di 31.500 spettatori. 
Inaugurato nel 2004 e costruito sulla base del vecchio Wedaustadion, ospita le partite casalinghe del Duisburg.
Nel 2005 ha ospitato le partite di football americano nell'ambito dei Giochi mondiali, torneo che è stato vinto dalla nazionale tedesca.
Questo stadio è ricordato in Italia per aver ospitato gli allenamenti della Nazionale italiana durante i mondiali di calcio del 2006, in cui arrivò prima.
Il 25 novembre 2022 la Schauinsland-Reisen-Arena è stata annunciata come sede della finale della terza stagione della ELF.